# Podróż apostolska Pawła VI do Ziemi Świętej
Podróż apostolska papieża Pawła VI do Ziemi Świętej – wizyta, która odbyła się w dniach 4–6 stycznia 1964 roku, podczas której Paweł VI odwiedził miejsca związane z chrześcijaństwem, położone na terenie Jordanii oraz Izraela. Była to pierwsza od ponad 150 lat podróż zagraniczna Biskupa Rzymu, a równocześnie pierwsza w historii wizyta papieża w Ziemi Świętej. Wizyta w Ziemi Świętej miała charakter religijny i ekumeniczny. Podczas tej podróży nastąpiło pierwsze od ponad pięciuset lat spotkanie zwierzchników Kościoła łacińskiego i Cerkwi prawosławnej. Poprzednie wydarzenie takiej rangi miało miejsce podczas obrad Soboru Florenckiego, kiedy to papież Eugeniusz IV spotkał się z patriarchą Konstantynopola Józefem II. W konsekwencji spotkanie Pawła VI w Ziemi Świętej z patriarchą Konstantynopola Atenagorasem I dało impuls do późniejszych kontaktów między Kościołem katolickim a Cerkwią prawosławną.

## Planowanie wizyty i przygotowania
Paweł VI ujawnił plany odwiedzenia Ziemi Świętej już 21 września 1963, a więc równo w trzy miesiące po wyborze na Biskupa Rzymu (21 czerwca 1963). O swoim zamiarze wspomniał w krótkiej nocie kierowanej do sekretarza stanu Stolicy Apostolskiej kard. Amleto Cicognaniego: „Słusznie powiedziano, aby Następca pierwszego z apostołów powrócił po dwudziestu wiekach historii tam, skąd Piotr wyszedł, niosąc orędzie chrześcijańskie”.
Wizyta w Ziemi Świętej została ogłoszona przez Pawła VI 4 grudnia 1963, na zakończeniu II sesji Soboru watykańskiego II. Wskazał wówczas, że wizyta taka odbędzie się już terminie 4–6 stycznia następnego roku. Papież powiedział: „Tak bardzo żywa jest w nas świadomość, że do szczęśliwego zakończenia Soboru konieczne jest wzmożenie modlitw i działania, że uznaliśmy, po dojrzałej refleksji i wielu modlitwach, aby samemu udać się w pielgrzymce do ziemi Jezusa, naszego Pana. Chcemy mianowicie przybyć, jeśli Bóg nam pomoże, w styczniu do Palestyny, aby osobiście uczcić, w miejscach świętych, gdzie Chrystus się urodził, żył, umarł i zmartwychwstały wstąpił do Nieba, podstawowe tajemnice naszego zbawienia: Wcielenie i Odkupienie”. Komentatorzy zauważali, że nie wymieniał oficjalnych nazw państw, na których terenie miał się znaleźć, ale wskazywał, że chce odwiedzić: „błogosławioną ziemię, z której Piotr wyjechał i do której już nigdy nie wrócił żaden jego następca. My powrócimy do niej jak najpokorniej i na bardzo krótko w duchu modlitwy, pokuty i odnowy duchowej, by ofiarować Chrystusowi jego Kościół, by przywołać do niego, jedynego i świętego, braci odłączonych, by błagać o miłosierdzie dla pokoju między ludźmi, który — jak znowu okazało się w tych dniach — jest bardzo słaby i kruchy, by błagać Chrystusa o zbawienie dla całej ludzkości”. Gdy kierował słowa do Izraelczyków, zwracał się do nich jako do „synów ludu Przymierza”. 
Papież zapowiedział, że jego pragnieniem było, by w Jerozolimie odbyło się wtedy spotkanie w gronie zwierzchników różnych Kościołów i wyznań chrześcijańskich. Na tę wiadomość zareagował szybko Patriarchat Konstantynopolitański, który już kilka dni po soborowym oświadczeniu papieża ogłosił, że patriarcha Atenagoras I przyjedzie na takie spotkanie do Jerozolimy. 
14 grudnia 1963 patriarcha Atenagoras I skontaktował się z poszczególnymi zwierzchnikami wszystkich autokefalicznych Kościołów prawosławnych, by poinformować ich o planach wyjazdu do Jerozolimy na spotkanie z Pawłem VI. Większość patriarchów odpowiedziała pozytywnie. Atenagoras I również wyraził życzenie, aby spotkać się tam ze zwierzchnikami innych wspólnot chrześcijańskich. Ostatecznie, oprócz Pawła VI i Atenagorasa I, obecny był w Jerozolimie prawosławny patriarcha Jerozolimy Benedykt (Benediktos), który pełnił rolę gospodarza. W spotkaniu uczestniczył także Kalinik, metropolita eparchii w Grecji, ale była to jego indywidualna decyzja.
W ślad za publicznym apelem Pawła VI o spotkanie zwierzchników różnych Kościołów i wyznań chrześcijańskich w Jerozolimie, 10 grudnia 1963 do siedziby patriarchatu w Stambule udał się podsekretarz Sekretariatu ds. Jedności Chrześcijan ks. Pierre Duprey, by oficjalnie poinformować patriarchę Atenagorasa I jako duchowego zwierzchnika światowego prawosławia o propozycji papieża. 28 grudnia tego roku patriarcha wysłał do Watykanu delegację w celu ustalenia ostatecznych szczegółów.

## Kontekst polityczny
W 1963 Stolica Apostolska nie utrzymywała stosunków dyplomatycznych z Izraelem, co powodowało dodatkowe utrudnienia polityczne i logistyczne, bowiem Jerozolima była podzielona między Izrael a Jordanię, a samo Stare Miasto z bazyliką Grobu Świętego, Drogą Krzyżową i Wieczernikiem leżało po stronie jordańskiej.

## Przebieg wizyty

### Pierwszy dzień: Jordania – Jerozolima
4 stycznia 1964 rano samolot włoskich linii lotniczych Alitalia z Pawłem VI i towarzyszącymi mu 64 osobami na pokładzie odleciał z rzymskiego lotniska Fiumicino. Zgodnie z planem wylądował w stolicy Jordanii – Ammanie. Papieża przywitał król Husajn. Paweł VI ruszył białą limuzyną w kierunku Jerozolimy, a król Husajn towarzyszył mu w tej podróży helikopterem. Po drodze papież zatrzymał się nad Jordanem.
Na teren jerozolimskiego Starego Miasta Paweł VI wszedł przez Bramę Damasceńską, przeszedł część trasy Drogi Krzyżowej, zatrzymując się i całując ziemię we wskazywanych przez tradycję miejscach trzech upadków Jezusa. Pieszej trasie papieża przez wąskie zaułki Starego Miasta towarzyszyły tłumy, a zapewnienie przez służby zasad bezpieczeństwa okazało się niemożliwe. W bazylice Grobu Świętego – do której przez napierający tłum nie zdołały się przedostać osoby towarzyszące papieżowi – Paweł VI odprawił Mszę św. i odmówił modlitwę. Relacje przekazywały, że po odczytaniu Ewangelii, podczas prefacji i podniesienia papieżowi ze wzruszenia łamał się głos. Rezydencją papieża podczas tej pielgrzymki była zlokalizowana na Górze Oliwnej delegatura apostolska. Tam też przyjął kilkoro gości, wśród nich prawosławnego patriarchę Jerozolimy Benedykta. Wieczorem Paweł VI odwiedził jeszcze kościół Wszystkich Narodów, gdzie odprawił nabożeństwo upamiętniające cierpienie Jezusa w ogrodzie Oliwnym. Podczas liturgii w sześciu językach odczytane zostały fragmenty z Ewangelii mówiące o męce Chrystusa w Ogrójcu – po łacinie, po grecku, arabsku, koptyjsku, rosyjsku oraz w języku ormiańskim.

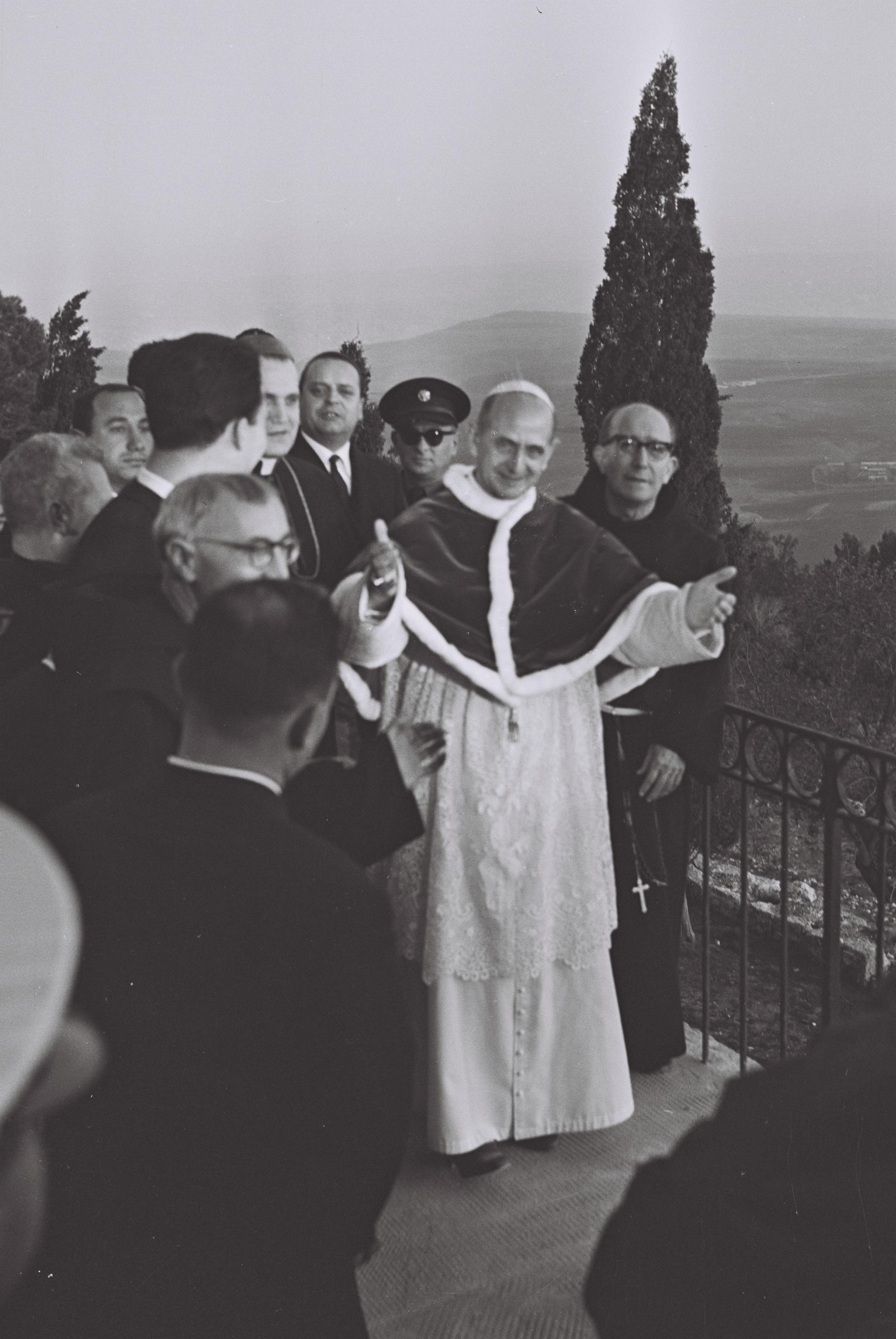
Papież Paweł VI na Górze Tabor (1964).

### Drugi dzień: Izrael – Jerozolima, Nazaret, Kafarnaum, Kana Galilejska, góra Tabor, Syjon i spotkanie z Atenagorasem I
W niedzielę 5 stycznia papież przekroczył pieszo granicę między Jordanią a Izraelem przez Bramę Taana w pobliżu historycznego Megiddo. Przejście to otwarto specjalnie na czas wizyty papieża (wcześniej władze usunęły zapory z drutu kolczastego, by umożliwić przejście), bowiem w tym czasie ruch pomiędzy Jordanią i Izraelem był możliwy tylko przez bramę Mandelbauma (Sza'ar Mandelbaum) w Jerozolimie. Papieża powitał prezydent Zalman Szazar oraz premier rządu izraelskiego Lewi Eszkol, a także członkowie rządu i korpus dyplomatyczny. Paweł VI wygłosił krótkie przemówienie (podczas którego nie wymienił nazwy państwa, do którego przybył), w którym podkreślał religijny charakter pielgrzymki, prowadzonej w duchu modlitwy o pokój i pojednanie między ludźmi.
Po powitaniu papież udał się do (budowanej jeszcze) bazyliki Zwiastowania Pańskiego w Nazarecie. Po powitaniu przez przybyłych patriarchów i arcybiskupów wschodniokatolickich odprawił w Grocie Zwiastowania Mszę św. Po liturgii Paweł VI odwiedził Kanę Galilejską i dotarł nad Jezioro Tyberiadzkie. Tutaj odwiedził Tabgę, kościół Prymatu Piotra i dotarł do Kafarnaum, w którym odwiedził ruiny starożytnej synagogi, a zszedłszy na brzeg jeziora symbolicznie zanurzył ręce w wodzie. Z Kafarnaum papież udał się do klasztoru franciszkanek położonego na Górze Błogosławieństw, po odpoczynku i obiedzie udał się na Górę Tabor, na której odwiedził bazylikę Przemienienia Pańskiego.
Po powrocie do Jerozolimy Paweł VI odwiedził Wieczernik, który według tradycji chrześcijańskiej identyfikowany jest na wzgórzu nazywanym współcześnie Syjonem – najwyższym punkcie starożytnej Jerozolimy, położonym poza murami Starego Miasta, na zachód od wzgórza Ofel oraz położony obok kościół Zaśnięcia Najświętszej Maryi Panny. W czasie wizyty papieża w Wieczerniku kardynał Eugène Tisserant, któremu towarzyszyli przedstawiciele izraelskiego rządu, zapalił w imieniu Pawła VI w pobliskiej Grocie Męczenników sześć świec symbolizujących sześć milionów Żydów zamordowanych w czasie II wojny światowej. Z Wieczernika papież udał się do swej rezydencji w siedzibie delegatury apostolskiej zlokalizowanej po stronie jordańskiej. Przy bramie Mendelbauma Pawła VI żegnał prezydent Izraela. W siedzibie delegatury papież spotkał się po kolei z dwoma chrześcijańskimi patriarchami Jerozolimy – z ormiańskim Jegisze (Elizeuszem) Derderianem i z prawosławnym Benedyktem.
Wieczorem tego dnia Paweł VI spotkał się ze zwierzchnikiem światowego prawosławia, patriarchą Atenagorasem I. Po krótkiej prywatnej rozmowie zwierzchnicy obu Kościołów przekazali sobie znak pokoju, zaprezentowali wzajemne dary, a na zakończenie odmówili oddzielnie, choć jednocześnie (po grecku i łacinie) modlitwę Ojcze nasz. Spotkanie trwało 40 minut. Na zakończenie zwierzchnicy obu Kościołów pożegnali się pocałunkiem pokoju.

### Trzeci dzień: Jordania – Jerozolima, Betlejem, powrót do Rzymu
6 stycznia, w uroczystość Objawienia Pańskiego (Trzech Króli), Paweł VI udał się do bazyliki Narodzenia Pańskiego w Betlejem. Pojazd papieża poprzedzała honorowa eskorta złożona z dwudziestu jeźdźców Gwardii Królewskiej na białych koniach. Król Husajn towarzyszył przejazdowi szkarłatnym helikopterem. W Grocie Narodzenia odprawił Mszę św.
Podczas homilii złożył ułożone osobiste wyznanie wiary, wyjaśniając, że jest takie samo, jak to, które głosi Kościół. Odniósł się także do kwestii jedności chrześcijan: „Oby Bóg sprawił, aby jak najszybciej doszło do tego spotkania z chrześcijanami, jeszcze od nas odłączonymi” [...], bo „brama owczarni jest otwarta. Oczekujemy wszystkich lojalnie i z miłością”.
Podczas wizyty przekazał dla bazyliki Złotą różę – statuetkę przyznawaną kościołom, sanktuariom, władcom lub innym osobistościom jako wyraz szacunku i uznania. Na zakończenie wizyty w Betlejem Paweł VI wystosował orędzie do głów państw i ludzi odpowiedzialnych za losy narodów: „Uważamy za swój obowiązek gorąco ponowić nasz apel o pokój (...). Oby rządzący usłuchali tego głosu naszego serca i oby nadal podejmowali wielkodusznie wysiłki na rzecz zapewnienia ludzkości pokoju, tak bardzo przez nią upragnionego”.
Po powrocie do Jerozolimy papież złożył rewizytę patriarsze Atenagorasowi I, który przebywał w tym czasie w siedzibie patriarchy jerozolimskiego. Spotkanie było dłuższe – trwało blisko 2 godziny. Uczestniczyli w nim także trzej kardynałowie oraz prałat Johannes Willebrands, sekretarz watykańskiego Sekretariatu Jedności Chrześcijan (od 1998 Papieska Rada do spraw Popierania Jedności Chrześcijan). Rozmówcy uzgodnili, że powołają komisję, która będzie badała możliwość zbliżenia między obydwoma wyznaniami. Na zakończenie wizyty papież podarował patriarsze Atenagorasowi I złoty kielich i patenę, zaś patriarcha obdarował go bogato inkrustowaną brylantami i rubinami ikoną oraz złotym krzyżem z łańcuchem. 
Po zakończeniu spotkania z patriarchą Atenagorasem I Paweł VI wrócił na krótki odpoczynek do rezydencji w delegaturze apostolskiej, po czym udał się na lotnisko w Ammanie, skąd wrócił do Rzymu. Podczas przejazdu papieża na lotnisko doszło do kolejnego, przypadkowego spotkania z Atenagorasem I na ulicach Jerozolimy. 
Na lotnisku papieża żegnał król Husajn z całym rządem jordańskim. Paweł VI, kończąc pożegnalne przemówienie, powiedział: „Niech Bóg wynagrodzi tę serdeczność, niech otrze wszystkim łzy, niech ześle im pokój, dobrobyt i prawdziwe szczęście. Pokój tej ziemi i wszystkim jej mieszkańcom”. Odrzutowcem Douglas DC-8 papież wrócił do Rzymu.

## Wymiar historyczny podróży
Podróż Pawła VI do Ziemi Świętej była pierwszą od ponad 150 lat podróżą zagraniczną Biskupa Rzymu, a także pierwszą w historii wizytą papieża w Ziemi Świętej (od czasów pierwszego Biskupa Rzymu Piotra Apostoła). Podczas tej wizyty doszło do pierwszego od ponad pięciuset lat spotkania zwierzchników Kościoła łacińskiego i Cerkwi prawosławnej. Poprzednie wydarzenie takiej rangi miało miejsce w 1439 (lub 1438), podczas obrad Soboru Florenckiego, kiedy to papież Eugeniusz IV spotkał się z patriarchą Konstantynopola Józefem II. Komentatorzy zwracali uwagę na fakt, że sama wizyta Pawła VI w Ziemi Świętej i spotkanie z patriarchą Konstantynopola odbywały się w czasie, gdy dopiero toczyły się dyskusje nad dokumentami soborowymi. Nie były jeszcze uchwalone najważniejsze dokumenty: Dekret o ekumenizmie „Unitatis redintegratio”, Dekret o Kościołach wschodnich katolickich „Orientalium ecclesiarum” czy Konstytucja dogmatyczna o Kościele „Lumen Gentium” (dokumenty te Sobór uchwalił 21 listopada 1964), w związku z czym szczególnego znaczenia nabierał religijny i ekumeniczny charakter wizyty.
Spotkanie obu zwierzchników dało początek późniejszym stałym kontaktom między katolicyzmem, a prawosławiem. Pokłosiem były także wzajemne wizyty delegacji z Rzymu i z Konstantynopola w stolicach patriarszych podczas świąt patronalnych, które przypadają 29 czerwca i 30 listopada. Po 1980 kontakty te zaowocowały stałym dialogiem między obu Kościołami.
Komentatorzy zwracali także uwagę na wyjątkowo skromną formę podróży papieża. W czasach kończącego się dopiero Soboru Watykańskiego II naturalnymi atrybutami na dworze papieskim były: sedia gestatoria, potrójna korona i przepych. Podczas wizyty w Ziemi Świętej papież niejednokrotnie poruszał się pieszo w otaczającym go tłumie.